# 奇異介子
奇異介子是一種假想粒子，它們與介子皆屬亞原子粒子，但它們除了介子應有的夸克反夸克对外，亦具有額外的基本粒子。

## 種類
非標準夸克模型介子包括：
1. 膠球（Glueballs 或 Gluonium）：由两个胶子或三个胶子组成束縛態。
2. 四夸克态（Tetraquark）：由两个夸克和两个反夸克组成束缚态，或者由两对夸克反夸克对组成分子态及介子分子（Mesonic molecule）和介子偶素（mesonium）。
3. 六夸克态（Hexquark）：由六個夸克/反夸克組成，例如由三个夸克反夸克对组成束缚态，或者由三对夸克反夸克对组成分子态。當中也包括雙重子態（Dibaryo）而具有六顆夸克，如理論上為穩定粒子的H雙重子，具有兩顆上夸克、兩顆下夸克和兩顆奇夸克。[1][2]
4. 介子混雜態（hybrid mesons）：夸克胶子混雜態（Hybrids）-由一個夸克和一個反夸克與一個膠子形成混雜態。

所有这些都可以归类为介子，携带零重子数。其中胶球必须是单味的，也就是说，没有同位旋（I3）、魅數（C）、奇異數（S）、頂數（T）及底數（B′）。像所有的粒子态一样，它们是由量子数来确定的，这些量子数满足庞加莱对称性，即 電荷（Q），JPC（其中J是角动量，P是本征宇称，C是电荷共轭宇称）以及质量。其中一个还指定介子的同位旋i。胶球是表现为在九重态额外（多余的）的粒子。